# Le Visiophon, d'Omar et Fred
Le Visiophon, d'Omar et Fred est l'ancêtre du Service après-vente des émissions, émission créée sur Canal+ par Kader Aoun en 2000. Il s'agissait alors d'un programme comique hebdomadaire au travers duquel Omar et Fred composaient une galerie de personnages qui appelaient Canal+ pour commenter l'actualité.